# Pervis Estupiñán
Pervis Estupiñán, né le 21 janvier 1998 à Esmeraldas en Équateur, est un footballeur équatorien qui évolue au poste d'arrière gauche à l'AC Milan.

## Biographie

### En club

#### LDU Quito (2011-2016)
Né à Esmeraldas, Estupiñán a rejoint le centre de formation de la LDU Quito en 2011, à l’âge de 13 ans. Il a été promu en équipe première avant la saison 2015 et a fait ses débuts professionnels le 1er février de cette année-là, en étant titulaire lors d’une victoire 1–0 à domicile contre El Nacional.
Il participe à la Copa Libertadores et à la Copa Sudamericana avec le club du LDU Quito.

#### Watford FC (2016-2020)
Devenu titulaire indiscutable, Estupiñán a été transférer à Watford, club de Premier League, le 29 juillet 2016, avant d’être prêté au Grenade CF en Segunda División B.

#### Prêts
Le 9 août 2018, Estupiñán signe un an en prêt au RCD Majorque, en deuxième division. Le 3 juillet 2019, après avoir obtenu la montée, il a signé un autre prêt de deux ans avec le CA Osasuna, également  promu.

#### Valence CF
Le 16 septembre 2020, il signe au Villarreal CF pour une durée de sept ans.

#### Brighton & Hove Albion  (2022-2025)
Le 16 août 2022, Estupiñán signe cinq ans avec Brighton & Hove Albion, club de Premier League. Deux jours plus tard, il fait ses débuts en entrant en jeu à la 63e minute lors de la victoire à l’extérieur 2-0 contre West Ham,.

#### AC Milan (2025-)
Le 24 juillet 2025, il s’engage pour cinq ans avec l'AC Milan. Cette signature fait de lui le premier Équatorien de l’histoire du club,.

### En équipe nationale
Avec les moins de 17 ans, il dispute la Coupe du monde des moins de 17 ans en 2015. Lors de cette compétition organisée au Chili, il joue cinq matchs, inscrivant deux buts, contre le Honduras, et le Mali.
Avec les moins de 20 ans, il participe au championnat sud-américain des moins de 20 ans en 2017. Lors de cette compétition, il joue neuf matchs, inscrivant quatre buts (contre la Colombie, le Brésil, le Venezuela, et enfin l'Argentine). L'Équateur se classe deuxième du tournoi, derrière l'Uruguay.
Il dispute dans la foulée la Coupe du monde des moins de 20 ans organisée en Corée du Sud. Lors du mondial junior, il joue trois matchs, contre les États-Unis, l'Arabie saoudite, et le Sénégal.
Le 14 novembre 2022, il est sélectionné par Gustavo Alfaro pour participer à la Coupe du monde 2022.

## Statistiques

### En sélection nationale
| Saison                | Sélection             | Phases finales        | Phases finales | Phases finales | Phases finales | Éliminatoires CDM | Éliminatoires CDM | Éliminatoires CDM | Matchs amicaux | Matchs amicaux | Matchs amicaux | Total | Total | Total |
| Saison                | Sélection             | Compétition           | M              | B              | Pd             | M                 | B                 | Pd                | M              | B              | Pd             | M     | B     | Pd    |
| --------------------- | --------------------- | --------------------- | -------------- | -------------- | -------------- | ----------------- | ----------------- | ----------------- | -------------- | -------------- | -------------- | ----- | ----- | ----- |
| 2019-2020             | Équateur              | -                     | -              | -              | -              | -                 | -                 | -                 | 1              | 0              | 0              | 1     | 0     | 0     |
| 2020-2021             | Équateur              | Copa América 2021     | 5              | 0              | 0              | 6                 | 1                 | 0                 | -              | -              | -              | 11    | 1     | 0     |
| 2021-2022             | Équateur              | -                     | -              | -              | -              | 11                | 1                 | 1                 | 3              | 1              | 0              | 14    | 2     | 1     |
| 2022-2023             | Équateur              | Coupe du monde 2022   | 3              | 0              | 0              | -                 | -                 | -                 | 6              | 1              | 2              | 9     | 1     | 2     |
| 2023-2024             | Équateur              | Copa América 2024     | -              | -              | -              | 2                 | 0                 | 0                 | 1              | 0              | 0              | 3     | 0     | 0     |
| 2024-2025             | Équateur              | -                     | -              | -              | -              | 8                 | 0                 | 0                 | -              | -              | -              | 8     | 0     | 0     |
| Total sur la carrière | Total sur la carrière | Total sur la carrière | 8              | 0              | 0              | 27                | 2                 | 1                 | 11             | 2              | 2              | 46    | 4     | 3     |

## Palmarès
- Finaliste du championnat de la CONMEBOL des moins de 20 ans en 2017.
- Vainqueur de la Ligue Europa en 2021 avec Villarreal CF.
- Finaliste de la Supercoupe de l'UEFA en 2021 avec Villarreal CF.

### Distinctions personnelles
- Membre de l'équipe type de la Copa América 2021.